# حكمت وهبي
حكمت وهبي (20 يناير 1952 - 20 أيلول 1992) هو إعلامي وممثل لبناني. ولد في بلدة بطمة الشوفية. في مطلع السبعينيّات، اكتشف بيار جدعون وإدمون حنانيا موهبته، فطلبا منه مشاركتهما التمثيل في «مسرح الساعة العاشرة» على خشبة كازينو لبنان حيث قام بتقليد عدد من كبار الفنانين، وفي عام 1976 عُرض عليه العمل في إذاعة مونت كارلو الدولية فلبّى الدعوة، وتميّز حينها بإدخال اللهجة العامية إلى الأثير، بعدما كانت الفصحى هي السائدة.
وفي 300 حلقة من ملاعب الصغار على التلفزيون اللبناني. استطاع حكمت برفقة الفنانة سمر الزين أن يصل إلى قلوب الأطفال بلغة سهلة وأسلوب جذاب، يقول المخرج نقولا أبو سمح : «يوم كنتُ أبحث عن شخصية قريبة من القلب لتقديم البرنامج، لم أجد سوى حكمت».
شارك بالتمثيل في فيلم حسناء وعمالقة وغنّى «تمارا» في فيلم آخر الصيف. وشارك في مسلسل وبقي الحب مع عبد المجيد مجذوب وآمال عفيش. لم يحترف الغناء، لكنه غنّى يا مسافرة، إنت وحدك، ونطروني...

## مرضه
عمل حكمت وهبى في مونتكارلو لمدة 17 عاما تميز خلالها ببرنامج مرسال الهوى وكان المذيع الالمع فيها وساعد ذلك على الغيرة الشديدة لبعض زملائه منه وتدبير المكائد له فاختلف مع الإدارة واثر على تقديم استقالته من عمله وقبلت الاستقالة نتيجة اصراره الشديد عليها وترك الإذاعة متوجها إلى اذاعة الشرق من باريس
التي لم يستمر فيها غير فترة بسيطة وفاجئه مرض السرطان بالمخ وهو على الهواء مباشرة ففقد الذاكرة أثناء حديثه على الهواء وتوجه إلى المشفى وفوجئ الكل باصابته بسرطان في المخ ترك العمل باذاعة الشرق وعاد إلى بلده ليموت بين اهله .
آثر أن يمضي أيامه الأخيرة بين أهله. في أيلول  1992، ودّع جمهور فنجان قهوة سكر زيادة، لينصرف إلى رحلة العلاج مع السرطان، بانتظار ولادة ابنه جاد الذي أبصر النور قبل رحيله بأشهر. في ذكراه الأولى، طالب رياض شرارة بإطلاق اسمه على إحدى قاعات كليّة الإعلام، لكن شرارة توفيّ قبل أن تلقى الدعوة آذاناً مُصْغية .

## وصلة خارجية
حكمت وهبي على قاعدة بيانات الأفلام العربية.